# Arcydzieło literackie

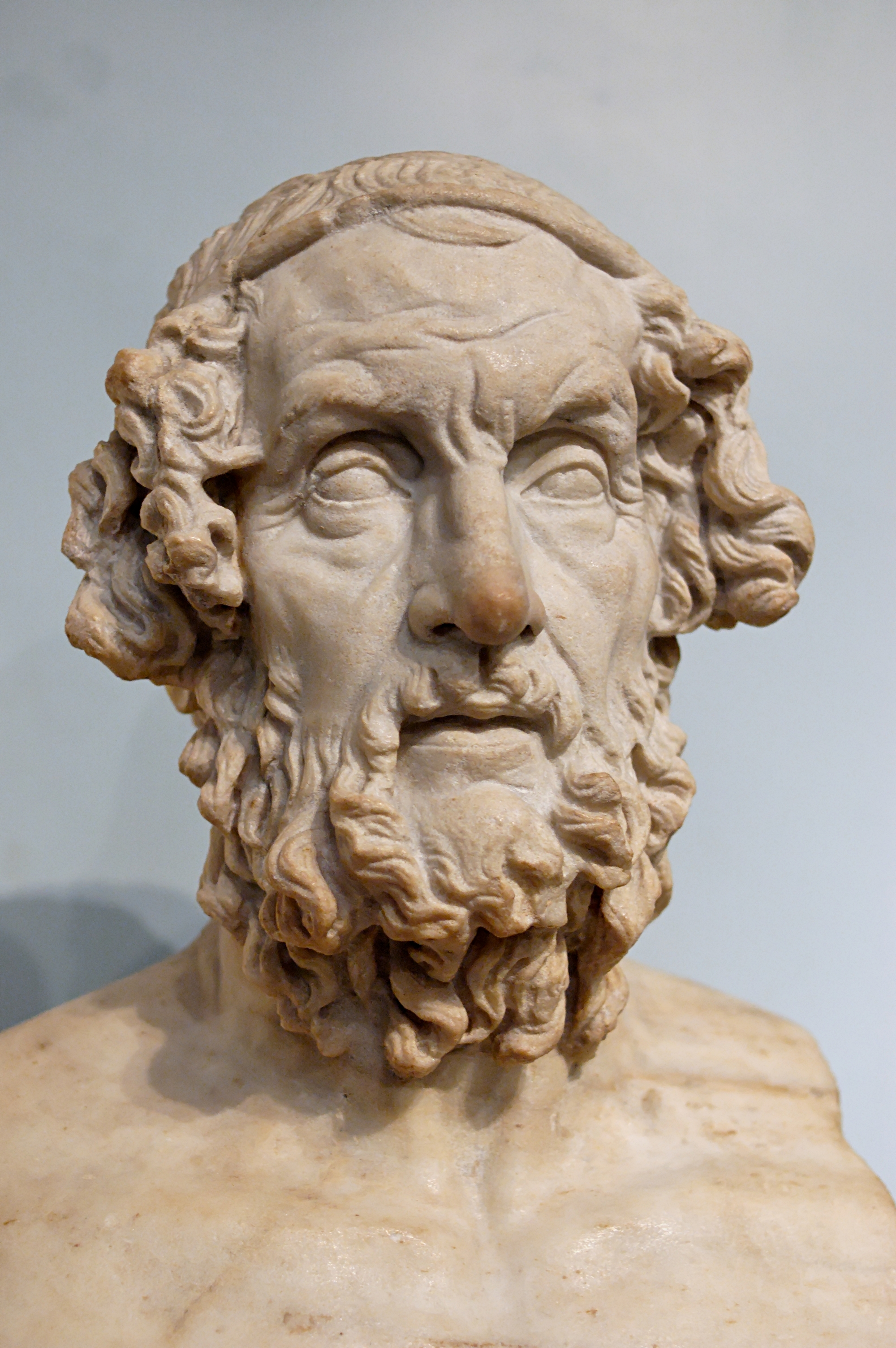
Homer jest domniemanym autorem dwóch arcydzieł, „Iliady” i „Odysei”

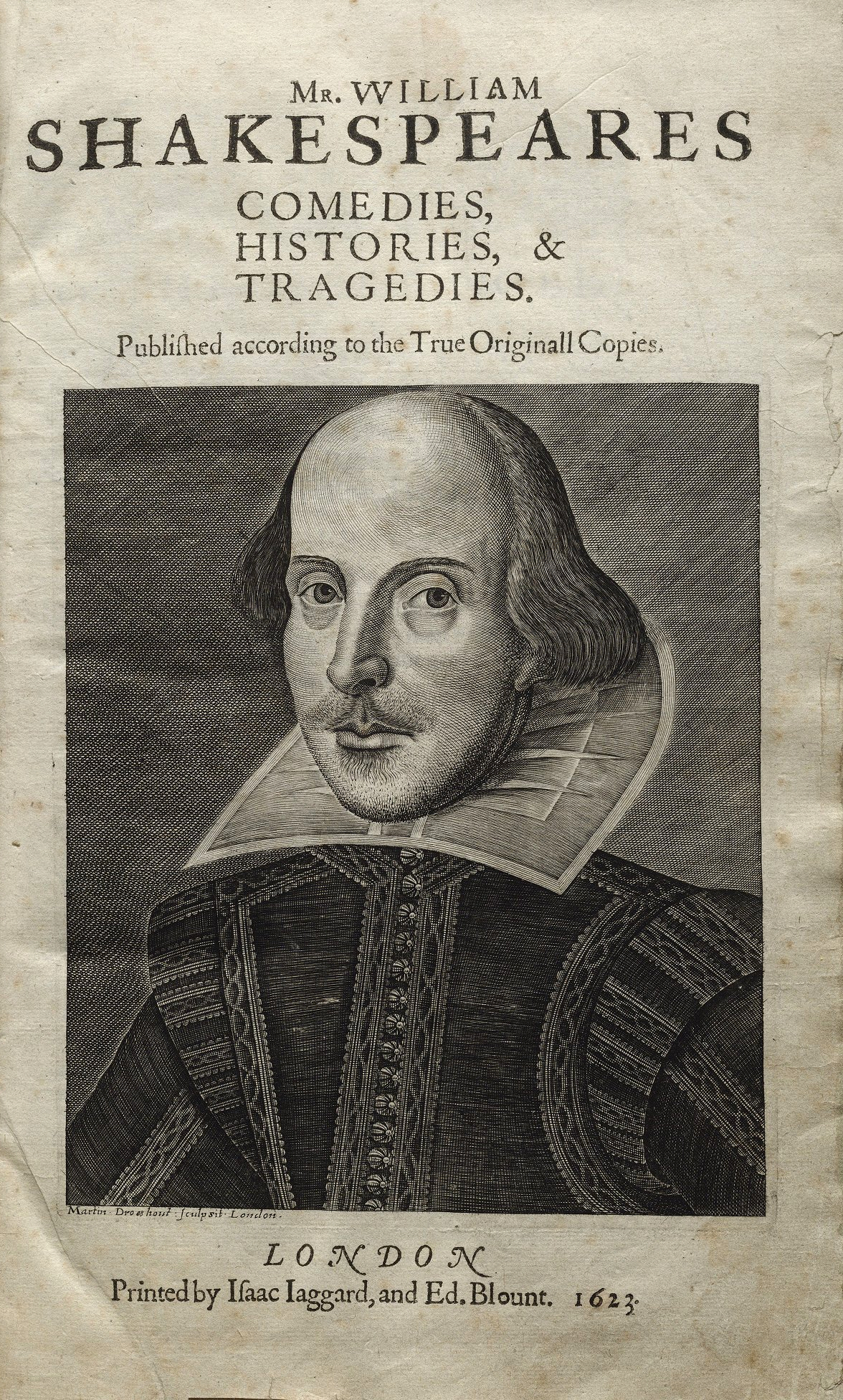
William Szekspir

Arcydzieło literackie – dzieło literackie powszechnie uznawane za wyróżniające się pod względem wartości artystycznych. Dzieło takie w opinii dużej grupy ludzi stanowi dobro kultury o szczególnym znaczeniu dla ogółu odbiorców, nawet tych, którzy go nie znają z własnej lektury.

## Typologia arcydzieł
Można wyróżnić kilka typów arcydzieł. Jedne mają charakter prekursorski wobec epok lub prądów literackich, inne stanowią ich szczytowe osiągnięcia, wreszcie jeszcze inne można traktować jako ostatnie wytwory określonej estetyki. Za arcydzieła uchodzą utwory dawne, będące pierwszymi zachowanymi do naszych czasów zabytkami danej literatury. Status arcydzieł mają eposy narodowe, odgrywające wyjątkową rolę w funkcjonowaniu grup etnicznych. Pozycje arcydzieł mają poza tym utwory wpływowe, naśladowane przez innych autorów. Jednym z wyróżników arcydzieła jest doskonałość jego formy językowej, stylistycznej w przypadku prozy i wersyfikacyjnej w przypadku poezji.

## Kanon
Arcydzieła składają się na kanon literatury powszechnej albo danej literatury narodowej. Z tego względu często stają się lekturami szkolnymi. Są również podstawą ekranizacji i obiektem odniesień w sztukach plastycznych i muzyce. Arcydzieła są utworami najczęściej tłumaczonymi na języki obce, nierzadko wielokrotnie. Na przykład Hamlet Williama Szekspira był tłumaczony na język polski między innymi przez Józefa Paszkowskiego, Macieja Słomczyńskiego, Stanisława Barańczaka i Ryszarda Długołęckiego. Iliada jest tłumaczona na polski od czasów Jana Kochanowskiego. Pana Tadeusza Adama Mickiewicza tłumaczyli między innymi Eliška Krásnohorská (na czeski), Erich Sojka (na czeski), Rozka Štefan (na słoweński) i George Rapall Noyes (na angielski).
Arcydzieło może być bestsellerem, ale nie zawsze bestseller jest arcydziełem literatury pięknej. Przekład arcydzieła, który sam może być uznany za arcydzieło, nazywa się przekładem kongenialnym. Za taki przekład uchodzi dokonane przez Piotra Kochanowskiego tłumaczenie Jerozolimy wyzwolonej Torquata Tassa.
Na temat społecznej roli arcydzieł w wierszu Język-ojczysty wypowiedział się Cyprian Kamil Norwid, zauważając, że Nie miecz, nie tarcz bronią Języka,/Lecz - arcydzieła!, co było szczególnie aktualne w czasie zaborów, rusyfikacji i germanizacji.
Słowo „arcydzieło” jest często używane w nazwach serii wydawniczych, jak Arcydzieła Literatury Nowogreckiej czy Arcydzieła Literatury Światowej wydawnictwa Zielona Sowa. Przykładem może być ośmiotomowa amerykańska antologia Masterpieces of the World's Best Literature wydana pod redakcją Jeannette L. Gilder. Jan Kasprowicz swoją antologię dramatu europejskiego zatytułował Arcydzieła europejskiej poezyi dramatycznej.

## Listy arcydzieł
Utwory literackie uznawane za arcydzieła są często, ze względów praktycznych, grupowane w zestawach. Takie listy najważniejszych dzieł literatury są zamieszczane między innymi w encyklopediach oraz podręcznikach szkolnych i akademickich.